# Francis Wurtz
Francis Wurtz (ur. 3 stycznia 1948 w Strasburgu) – francuski polityk, członek Francuskiej Partii Komunistycznej, poseł do Parlamentu Europejskiego w latach 1979–2009.

## Życiorys
W 1968 uzyskał dyplom z zakresy literatury. Zaangażował się w działalność partii komunistycznej, w 1973 stanął na czele struktur partyjnych w departamencie Dolny Ren.
W 1979 po raz pierwszy uzyskał mandat deputowanego do Parlamentu Europejskiego, w którym zasiadał nieprzerwanie przez sześć kadencji, tj. do 2009. W latach 1999–2009 pełnił funkcję przewodniczącego Konfederacyjnej Grupy Zjednoczonej Lewicy Europejskiej i Nordyckiej Zielonej Lewicy. Pracował m.in. w Komisji ds. Rozwoju i Współpracy (przez szereg lat jako jej wiceprzewodniczący), a w VI kadencji w Komisji Spraw Zagranicznych.
Wszedł w skład rady administracyjnej think tanku Institut de relations internationales et stratégiques. Opublikował dwie książki: Le révélateur africain (1990) oraz Un monde à changer (1993).